# Ononis ramosissima var. gracilis
Ononis ramosissima subsp. gracilis é uma variedade de planta com flor pertencente à família Fabaceae. 
A autoridade científica da variedade é Godr., tendo sido publicada em Gren. & Godr., Fl. France 1: 370 (1848-49).

## Portugal
Trata-se de uma variedade presente no território português, nomeadamente em Portugal Continental.
Em termos de naturalidade é nativa da região atrás indicada.

## Protecção
Não se encontra protegida por legislação portuguesa ou da Comunidade Europeia.